# Bythiospeum lamperti
Bythiospeum lamperti е вид коремоного от семейство Hydrobiidae. Видът е застрашен от изчезване.

## Разпространение
Разпространен е в Германия.